# Orchata

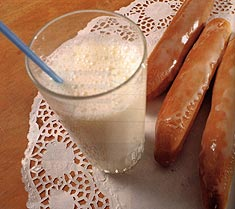
Chufa com fartós

A chufa ou orchata (em castelhano horchata de chufa, em catalão e valenciano orxata de xufes) é uma bebida de origem vegetal não alcoólica consumida principalmente na Espanha. A mais conhecida chufa é a produzida na Comunidade Valenciana (destacando-se Alboraya), muito popular em toda a Espanha. É produzida com água, açúcar e os tubérculos da junça. É servida gelada, como um sumo, em geral acompanhada de fartós, uma espécie de biscoito em forma de bastão, que é comido embebido na chufa. Seu aspecto é leitoso, quase como se fosse um "leite vegetal", rico em amido, gorduras, açúcar e proteínas.

## Citação na música brasileira
Em 1986, o cantor brasileiro Caetano Veloso citou a chufa em sua música "Vaca profana", que faz parte do CD "Totalmente demais". Na música, Caetano diz, em catalão: "horchata de chufa, si us plau" ("orchata de chufa, por favor").